# Pero externa
Pero externa är en fjärilsart som beskrevs av W. Warren 1896. Pero externa ingår i släktet Pero och familjen mätare. Inga underarter finns listade i Catalogue of Life.